# 風間伸次郎
風間 伸次郎（かざま しんじろう、1965年2月 - ）は、日本の言語学者。専門は、アルタイ諸言語研究（特にツングース諸語）。

## 経歴
- 1988年3月  北海道大学文学部文学科言語学専攻卒業
- 1992年3月  北海道大学大学院文学研究科言語学専攻博士前期課程修了
- 1992年4月  鳥取大学教養部講師
- 1995年4月  鳥取大学教育学部助教授
- 1996年4月  東京外国語大学外国語学部講師
- 1999年4月  東京外国語大学外国語学部助教授
- 2008年10月　東京外国語大学外国語学部教授
- 2009年4月  現職（大学院重点化により所属変更）

## 受賞・栄典
- 第37回金田一京助博士記念賞受賞。

## 著作
- 『ナーナイの民話と伝説6』（2001年３月、ツングース言語文化論集15、文部省特定領域研究(A) 環北太平洋の「消滅に瀕した言語」にかんする緊急調査研究 報告書A2-005 CD８枚付き 511p.）
- 「ターズの言語と文化」（2002年２月、『東北アジア諸民族の文化動態』煎本孝編 北海道大学図書刊行会 p.p.67-130）
- 「ツングース諸語における「使役」を示す形式について」（2002年３月『環北太平洋の言語』第８号 文部科学省特定領域研究(A) 環太平洋の「消滅に瀕した言語」にかんする緊急調査研究 報告書A2-012 p.p.37-50）